# 今井氏
今井氏（いまいし）は、日本の氏族。

## 甲斐国 今井氏

### 清和源氏 武田氏流
甲斐国山梨郡ここゐ裏城を本拠とした。清和源氏武田氏の庶流にあたり、15世紀前半の甲斐守護・武田信満の子息である武田信景を祖とする。本家である浦今井氏は戦国時代に国衆として活動した。永正16年（1519年）から永正17年（1520年）にかけて甲斐守護・武田信虎に反旗を翻した人物に「浦兵庫」がおり、これを浦今井氏当主の今井信是もしくはその子息の今井信元に比定する説があるが不明。
永正16年（1519年）甲斐国統一を進める守護武田信虎と甲斐の有力国人今井氏・信濃諏訪氏、連合軍が甲信国境で激突し今井氏は一旦降伏。その後、今井氏は信虎へ反旗を翻し度重なる反乱の末、河原辺の戦いで信虎軍と激突しこの戦いで今井信元・飯富虎昌・栗原兵庫・諏訪頼満・大井信業、連合軍は800人余を失って大敗した。敗戦後、今井信元は浦の城（獅子吼城）、に籠城してなおも信虎に抵抗したが、天文元年（1532年）9月に開城して遂に信虎に降参し臣従した。これにより、武田信虎による甲斐統一が果たされた。その後、武田信虎の一門衆に今井信房・今井信甫・今井虎甫・今井虎意・今井信昌が列なる。
また、武田晴信（信玄）期の武田家一門側近衆に今井信昌・今井信俊が列なる。
『甲陽軍鑑』によれば、永禄3年（1560年）に「かつぬま五郎殿」が相模国の後北条氏の従属国衆である藤田氏もしくは大石氏への内通の疑いで成敗されたとされる。『甲陽軍鑑』ではこの「かつぬま五郎殿」を御一門衆・勝沼信友の子息としているが、実際には府中今井氏当主・今井信甫の子息である今井信良に比定され、この頃には越後国の長尾氏が後北条領へ侵攻していることから、長尾氏に内通した可能性が考えられている。この事件以降、勝沼今井氏の動向は途絶するが上野国今井氏と合流したとの説がある。
武田家中では今井信仲が天正3年11月以前に信濃国上伊那郡を管轄する「上伊那郡司」となっている。

#### 甲州征伐の今井氏
天正10年（1582年）3月に織田・徳川連合軍の武田領侵攻に伴い、今井信仲は都留郡へ逃亡し、同地で処刑されたと記されている。(甲乱記)
今井信俊は武田氏滅亡後、徳川家康に仕えた。

#### 江戸時代の今井氏
江戸時代になり、今井信俊の子孫が高尾氏を称して甲州八代郡内を領し、旗本として存続した。
今井勝澄の子、今井半衛門が徳川二代将軍徳川秀忠に仕え、寛永9年（1632年）駿府に移り、駿河今井家となり、江戸時代に定番与力として二十代続いて徳川家に仕えた。

## 上野国 今井氏

### 中原氏流
［伝承：第3代安寧天皇（先祖）- 磯城津彦命（皇子）- 中原朝臣（始祖）- 十市有象＝中原有象（後裔）- 十市以忠＝中原以忠（有象の弟）- ］中原兼経（以忠の子）- 中原兼遠（兼経の子）- 今井兼平（兼遠の子）
信濃国木曽（長野県木曽）の中原氏一族と伝えられる。
群馬県渋川市北橘町箱田の今井氏には、今井兼平の末裔であるとの伝承がある。元暦元年（1184年）の粟津の戦いでの源義仲（木曾義仲）の戦死後、木曾谷に逃れていた家臣の今井・ 高梨・町田・小野沢・萩原・諸田・串渕氏らが神託により当地に落ち延び、岡田神社、沙田神社、阿禮神社を勧請し木曾三社神社を創建したと伝わる。のちに箱田城を自ら築城し箱田地衆（国衆）として活動するが、戦国時代に入り有力大名である白井長尾家、上杉氏、武田氏、北条氏、酒井氏、松平氏に仕えた。

### 清和源氏 新田氏流
同時に清和源氏新田氏の支族の今井氏も存在する。新田政氏の子惟氏が今井氏と称し、その子の惟義、孫の清義と続いた。新田惣領家の新田義貞に殉じて戦死を遂げた父惟義の遺命で清義は出家して、浄連と号して、非業の死を遂げた新田氏一族の供養をすることで一生を終えたという。

## その他の今井氏
近江国の宇多源氏佐々木氏流があり、この系統から和泉国の今井宗久・宗薫父子を輩出している。おなじく近江国の藤原北家秀郷流蒲生氏族、陸奥国の南部氏流（武田氏とおなじく甲斐源氏）、信濃国の諏訪氏流、武蔵国の児玉党、伊予国の越智氏一門の新居氏流などがある。

### 文献
- 北橘村誌編纂委員会 編『北橘村誌』北橘村役場、1975年11月30日。doi:10.11501/9641137。(要登録)